# Vogal apical
laminares, que são produzidos pela criação de uma obstrução com a lâmina da língua, logo atrás da ponta da mesma.
Não é uma distinção muito comum, sendo tipicamente aplicada apenas em consoantes  fricativas e africadas. Assim, muitas variedades do  inglês têm pares apicais ou laminais de [t] / [d]. No entanto, algumas variedades de árabe, incluindo o Árabe Hadhrami no Iêmen, percebem [t] como laminal, mas [d] como apical.
A língua basca usa a distinção para fricativas alveolares, como também o servo-croata. O [mandarim] usa-o para fricativas alfapteolares (as séries "alveolo-palatal" e "retroflexa"). A língua shuswap usa-a como uma característica secundária ao contrastar africadas velarizadas e não velarizadas. Uma distinção entre apical e laminal é comum em línguas aborígenes da Austrália para plosivas nasais e, geralmente, aproximantes laterais.
A maioria dos dialetos nas línguas bengali-assamesa distinguem entre os batimentos alveolares dentais-laminais e os batimentos alveolares apicais. Na língua assamesa alta, essas formas se fundiram e ficaram apenas as oclusivas alveolares apicais. Na variante ocidental da  língua bengali são substituídas por pós-alveolares apicais.